# 乂安衛
乂安衛是明代的一個衛所。衛指揮正三品。

## 沿革
- 永樂五年十一月丙寅，設交阯乂安衛[1]。
- 永樂十二年六月庚戌，置交阯乂安衛[2]。
- 永樂十二年九月丙子，置交阯乂安衛經歷司經歷[3]。
- 永樂十九年夏五月庚寅，議屯田分數，乂安官軍三分屯田、七分備征守；土軍六分屯田、四分備征調，屯軍每人歲徵稻穀十八石[4]。